# Fredy Guarín
Fredy Guarín (Puerto Boyacá, 1986. június 30. –) kolumbiai válogatott labdarúgó.

## Pályafutása

### Klubcsapatban
2005-ben mutatkozhatott be az Envigado első csapatában. ebben az évben szintén tagja lett a kolumbiai U20-as válogatottnak. A 2005/06-os idényben a Boca Juniorshoz került kölcsönbe, ahol az első hat hónapban az ifjúsági csapatban szerepelt. A francia Saint-Étiennehez 2006 augusztusában került. Debütálására a spanyol Espanyol elleni barátságos találkozón került sor. A Ligue 1-ben 2006. október 14-én mutatkozhatott be a Lyon elleni mérkőzésen. Első gólját a Troyes AC ellen szerezte 2007 áprilisában, melyen 3–1 arányban győzött csapatával.
2008. július 10-én az FC Porto labdarúgó csapatához igazolt, miután  négyéves szerződést írt alá.
2012. január 31-én kölcsönbe az Internazionalehoz került, majd május 17-én végleg leigazolták a portugáloktól 11 millió euróért.

### Válogatottban
A kolumbiai labdarúgó-válogatottban 2006. május 24-én lépett pályára először egy Ecuador elleni barátságos mérkőzésen. a nemzeti csapat tagjaként részt vett a 2011-es Copa Américán.

## Statisztika

### Klubcsapatokban
| Klub                       | Szezon           | Bajnokság        | Bajnokság | Bajnokság | Kupa  | Kupa  | Ligakupa | Ligakupa | Nemzetközi | Nemzetközi | Egyéb | Egyéb | Összes | Összes |
| Klub                       | Szezon           | Liga             | Mérk.     | Gólok     | Mérk. | Gólok | Mérk.    | Gólok    | Mérk.      | Gólok      | Mérk. | Gólok | Mérk.  | Gólok  |
| -------------------------- | ---------------- | ---------------- | --------- | --------- | ----- | ----- | -------- | -------- | ---------- | ---------- | ----- | ----- | ------ | ------ |
| Atlético Huila             | 2002             | Primera A        | 36        | 11        | 0     | 0     | –        | –        | –          | –          | –     | –     | 36     | 11     |
| Atlético Huila             | 2003             | Primera A        | 5         | 0         | 0     | 0     | –        | –        | –          | –          | –     | –     | 5      | 0      |
| Atlético Huila             | Összesen         | Összesen         | 41        | 11        | 0     | 0     | 0        | 0        | 0          | 0          | 0     | 0     | 41     | 11     |
| Envigado                   | 2003             | Primera A        | 5         | 0         | 0     | 0     | –        | –        | –          | –          | –     | –     | 5      | 0      |
| Envigado                   | 2004             | Primera A        | 23        | 3         | 5     | 0     | –        | –        | –          | –          | –     | –     | 28     | 3      |
| Envigado                   | 2005             | Primera A        | 10        | 1         | 0     | 0     | –        | –        | –          | –          | –     | –     | 10     | 1      |
| Envigado                   | Összesen         | Összesen         | 38        | 4         | 5     | 0     | 0        | 0        | 0          | 0          | 0     | 0     | 43     | 4      |
| Boca Juniors (kölcsönben)  | 2005–06          | Primera División | 2         | 0         | –     | –     | –        | –        | –          | –          | –     | –     | 2      | 0      |
| Saint-Étienne (kölcsönben) | 2006–07          | Ligue 1          | 18        | 1         | 7     | 1     | –        | –        | –          | –          | –     | –     | 25     | 2      |
| Saint-Étienne              | 2007–08          | Ligue 1          | 18        | 0         | 5     | 2     | –        | –        | –          | –          | –     | –     | 23     | 2      |
| Porto                      | 2008–09          | Primeira Liga    | 15        | 1         | 8     | 2     | 1        | 0        | 3          | 0          | –     | –     | 27     | 3      |
| Porto                      | 2009–10          | Primeira Liga    | 19        | 4         | 9     | 3     | 1        | 0        | 7          | 0          | –     | –     | 36     | 7      |
| Porto                      | 2010–11          | Primeira Liga    | 22        | 5         | 8     | 0     | –        | –        | 14         | 5          | –     | –     | 44     | 10     |
| Porto                      | 2011–12          | Primeira Liga    | 7         | 1         | 1     | 0     | 2        | 0        | 3          | 0          | –     | –     | 13     | 1      |
| Porto                      | Összesen         | Összesen         | 63        | 11        | 26    | 5     | 4        | 0        | 27         | 5          | 0     | 0     | 120    | 21     |
| Inter Milan (kölcsönben)   | 2011–12          | Serie A          | 6         | 0         | 0     | 0     | –        | –        | –          | –          | 0     | 0     | 6      | 0      |
| Inter Milan                | 2012–13          | Serie A          | 32        | 4         | 3     | 2     | –        | –        | 12         | 4          | –     | –     | 47     | 10     |
| Inter Milan                | 2013–14          | Serie A          | 32        | 4         | 3     | 1     | –        | –        | –          | –          | –     | –     | 35     | 5      |
| Inter Milan                | 2014–15          | Serie A          | 28        | 6         | 1     | 0     | –        | –        | 8          | 1          | –     | –     | 37     | 7      |
| Inter Milan                | 2015–16          | Serie A          | 16        | 1         | 0     | 0     | –        | –        | –          | –          | –     | –     | 16     | 1      |
| Inter Milan                | Összesen         | Összesen         | 114       | 15        | 7     | 3     | 0        | 0        | 20         | 5          | 0     | 0     | 141    | 23     |
| Sanghaj Senhua             | 2016             | Kínai Szuperliga | 26        | 3         | 4     | 1     | –        | –        | –          | –          | –     | –     | 30     | 4      |
| Sanghaj Senhua             | 2017             | Kínai Szuperliga | 18        | 10        | 5     | 2     | –        | –        | 0          | 0          | –     | –     | 23     | 12     |
| Sanghaj Senhua             | 2018             | Kínai Szuperliga | 25        | 7         | 0     | 0     | –        | –        | 5          | 1          | 1     | 1     | 31     | 9      |
| Sanghaj Senhua             | 2019             | Kínai Szuperliga | 14        | 1         | 2     | 0     | –        | –        | –          | –          | –     | –     | 16     | 1      |
| Sanghaj Senhua             | Összesen         | Összesen         | 83        | 21        | 11    | 3     | 0        | 0        | 5          | 1          | 1     | 1     | 100    | 26     |
| Vasco da Gama              | 2019             | Série A          | 12        | 3         | –     | –     | –        | –        | –          | –          | –     | –     | 12     | 3      |
| Vasco da Gama              | 2020             | Série A          | 0         | 0         | 2     | 0     | –        | –        | –          | –          | 1     | 0     | 3      | 0      |
| Vasco da Gama              | Összesen         | Összesen         | 12        | 3         | 2     | 0     | 0        | 0        | 0          | 0          | 1     | 0     | 15     | 3      |
| Millonarios                | 2021             | Primera A        | 7         | 1         | 0     | 0     | –        | –        | 0          | 0          | –     | –     | 7      | 1      |
| Karrier összesen           | Karrier összesen | Karrier összesen | 396       | 67        | 63    | 14    | 4        | 0        | 52         | 11         | 2     | 1     | 517    | 93     |

### A válogatottban
| Kolumbia | Kolumbia | Kolumbia |
| Év       | Mérk.    | Gólok    |
| -------- | -------- | -------- |
| 2006     | 5        | 0        |
| 2007     | 1        | 0        |
| 2008     | 10       | 0        |
| 2009     | 8        | 0        |
| 2010     | 1        | 0        |
| 2011     | 11       | 2        |
| 2012     | 3        | 0        |
| 2013     | 8        | 1        |
| 2014     | 6        | 1        |
| 2015     | 4        | 0        |
| Összesen | 57       | 4        |

### Góljai a kolumbiai válogatottban
| #  | Dátum               | Ellenfél  | Eredmény | Kiírás              | Esemény |
| -- | ------------------- | --------- | -------- | ------------------- | ------- |
| 1. | 2011. március 26.   | Ecuador   | 2 – 0    | Barátságos mérkőzés | 24'     |
| 2. | 2011. november 12.  | Venezuela | 1 – 1    | Vb-selejtező        | 11'     |
| 3. | 2013. augusztus 14. | Szerbia   | 1 – 0    | Barátságos mérkőzés | 77' 89' |
| 4. | 2014. június 7.     | Jordánia  | 3 – 0    | Barátságos mérkőzés | 88'     |

## Sikerei, díjai
Porto
- Portugál bajnok: 2008–09, 2010–11, 2011–12
- Portugál kupagyőztes: 2008–09, 2009–10, 2010–11
- Portugál szuperkupa-győztes: 2009, 2010, 2011
- Európa-liga-győztes: 2010–11
- Portugál Ligakupa ezüstérmes: 2009–10
- UEFA-szuperkupa ezüstérmes: 2011

 Sanghaj Senhua
- Kínai kupagyőztes: 2017

## Külső hivatkozások
- L'Équipe statisztika
- Saint-Étienne profil
- Ligue 1 profil
- Statisztika és profil a Zerozero honlapján
- Statisztika a ForaDeJogo honlapján
- FootballDatabase profil és statisztika